# Pont Vieux (Sospel)
De Pont Vieux of Vieux Pont is een brug over de Bévéra in de Franse gemeente Sospel (Alpes-Maritimes). De stenen brug telt twee bogen met een toren op de middelste pijler. Enkel de basis van de centrale  pijler is middeleeuws; de rest van de brug is van recentere datum.

## Geschiedenis
Er is al minstens een brug op deze plaats op de weg tussen Nice en Piëmont sinds 1217. Dit was in eerste instantie een brug met een houten wegdek. Daarna volgden verschillende nieuwe bruggen. In 1522 werd een stenen brug met twee bogen en een toren met poort gebouwd. Hier werd tol geheven op de goederen die muilezelkaravanen vervoerden tussen Nice en Piëmont, onder andere op zout. In de 18e eeuw was er ook een belangrijke bouwfase. Aan het begin van de 20e eeuw was er een kledingswinkel gevestigd in de toren en tot in 1960 een mandenmaker. De brug werd opgeblazen door Duitse troepen in oktober 1944. Na de oorlog werd de brug naar oorspronkelijk ontwerp heropgebouwd. Dit werk was klaar in 1952.

## Afbeeldingen

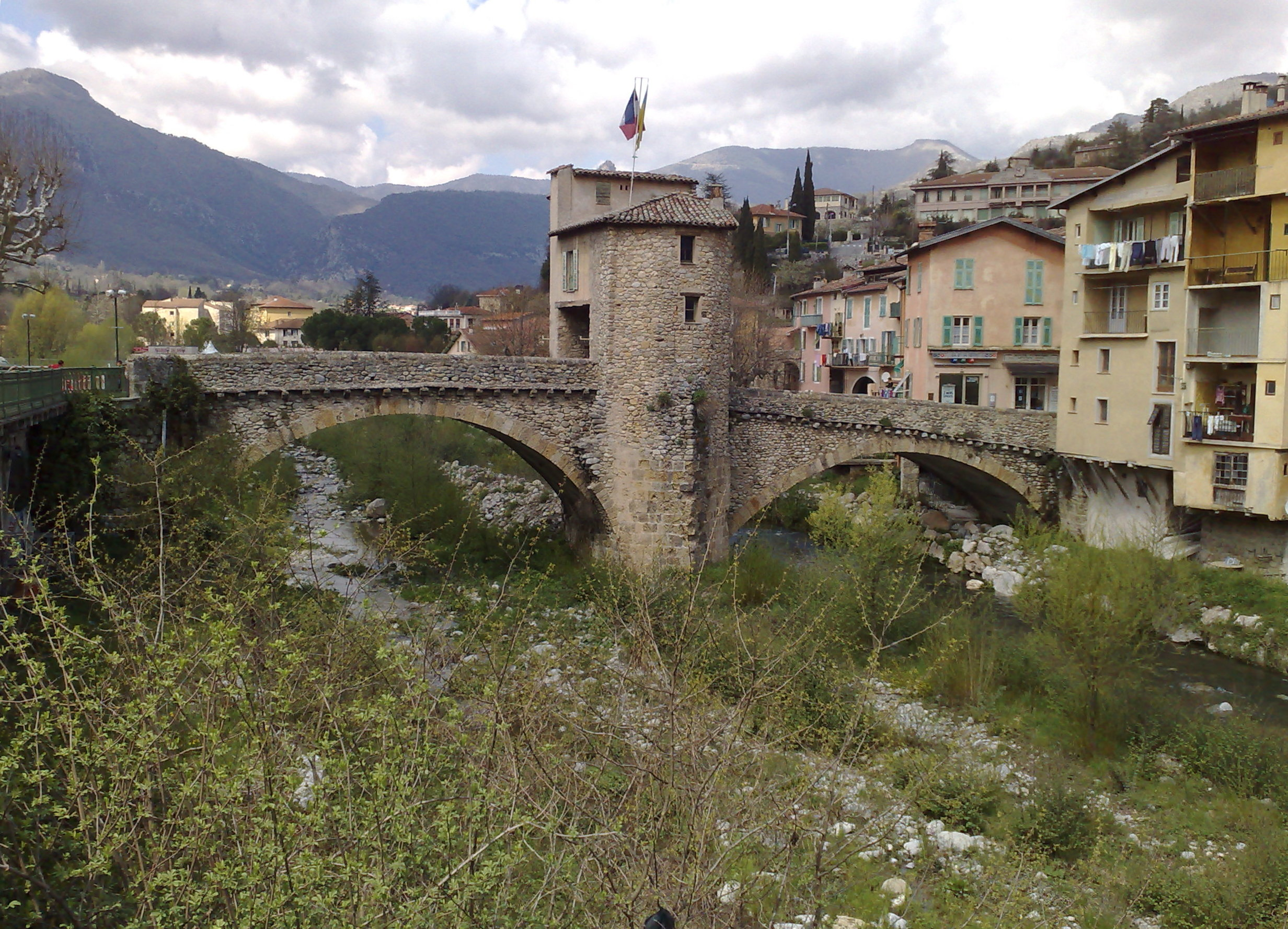
De Pont Vieux en de Bévéra
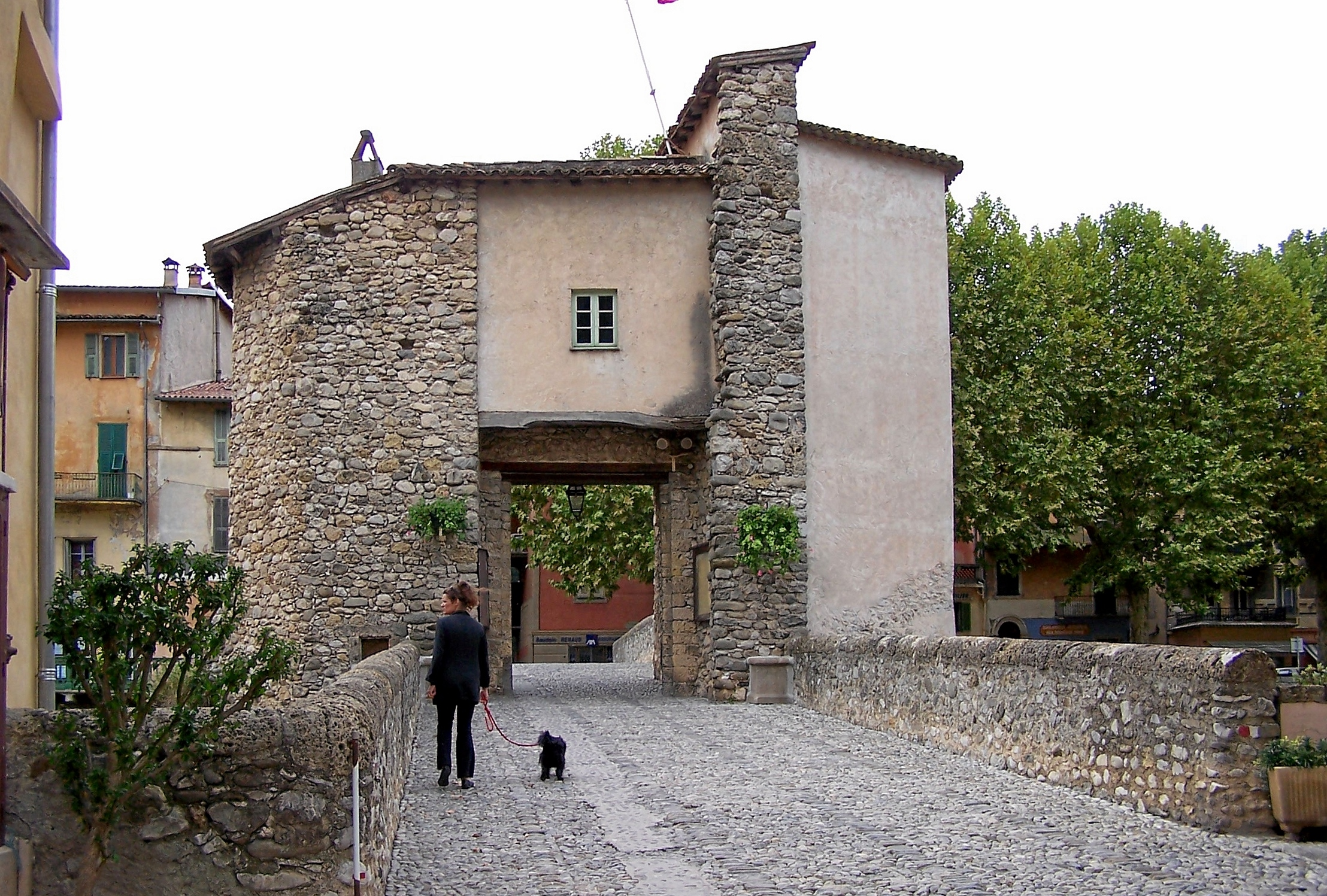
Toren aan stadszijde
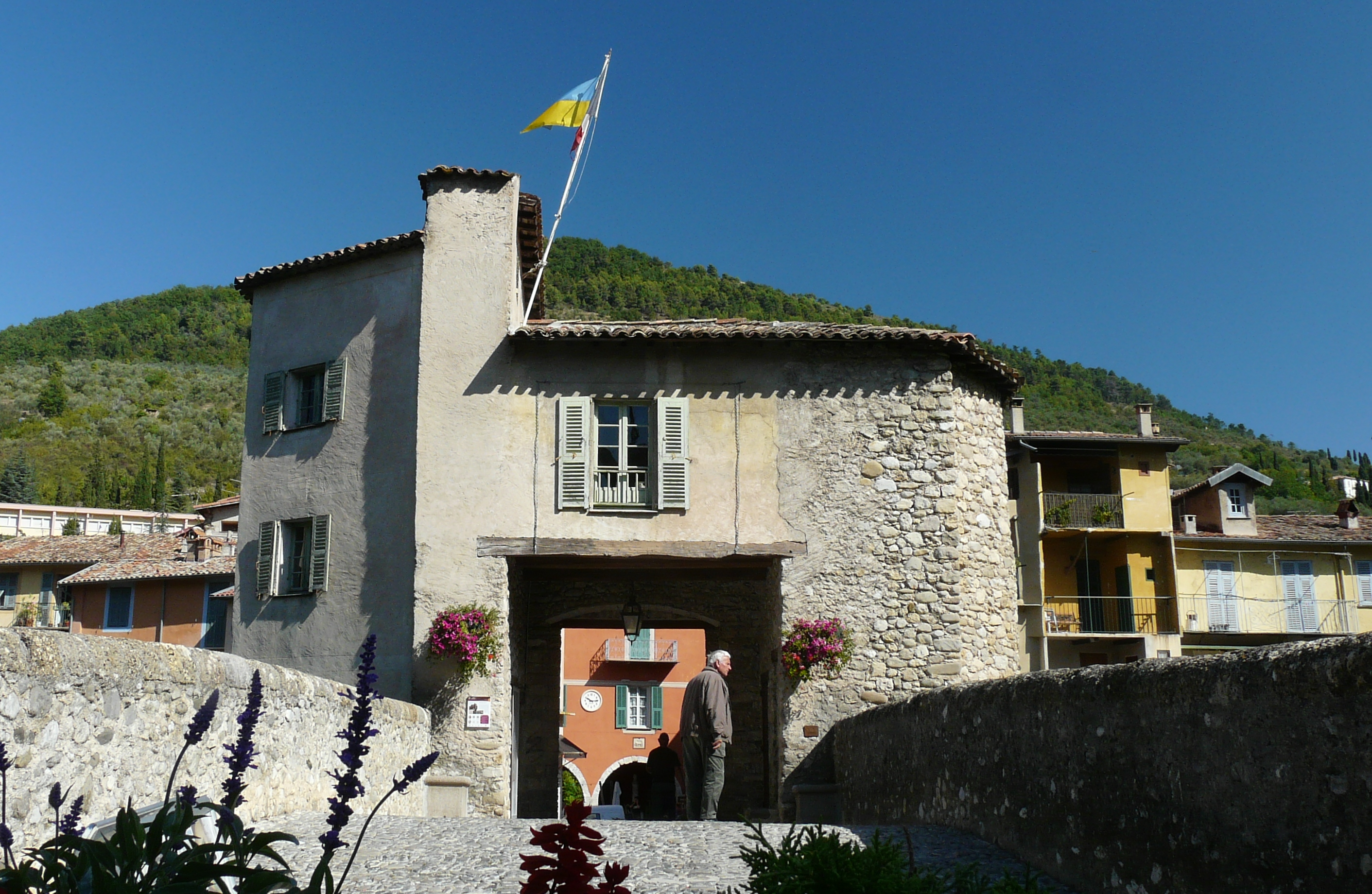
Toren aan andere zijde